# Elasticity (EP de Serj Tankian)
Albums de Serj Tankian
Jazz-Iz-Christ
(23 juillet 2013)
Elasticity est un EP de Serj Tankian sorti le 19 mars 2021 sous le label Alchemy Records / BMG. Le maxi solo du chanteur, auteur, compositeur et guitariste de System of a Down, est composé de cinq morceaux, dont la chanson principale et éponyme Elasticity.

## Contexte et réalisation de l'EP
Les cinq chansons d'Elasticity ont été écrites et composées plusieurs années auparavant, — environ cinq-six ans avant la sortie de l'EP et quatre à cinq ans avant son enregistrement,,. Ces cinq morceaux ont été, à l'origine, destinés à une nouvelle réalisation d'album de System of a Down,,,,,. Dans cet objectif, Tankian les arrangent et adaptent alors à un « format rock »,,,. Les chansons sont ensuite essayées et jouées par l'ensemble du groupe,,. Toutefois, elles ne rencontrent pas de réception de la part des autres membres du groupe, en raison de divergences artistiques, créatives et musicales, les quatre musiciens n'ayant pas de « vision commune »,,.
Tankian travaille sur les cinq morceaux en juin 2018, chansons qu'il destine finalement à être publiés en solo et sous la forme d'un EP,,. Début septembre de la même année, le chanteur déclare, via son compte instagram, être en studio pour procéder au mixage de ces « quelques chansons »,,,. Il réalise le mixage des cinq titres en un seul week-end,,.

Au mois de mai 2020, Tankian annonce la sortie prochaine de son nouveau maxi qu'il intitule Elasticity,. En donnant ce titre à l'EP, Serj Tankian a voulu faire écho à  l'album Toxicity, comme une sorte de « clin d'œil »,,,,. Lors de l'annonce de sortie de l'EP, Tankian explique ainsi au magazine Spin : 
« I think I’m gonna call it Elasticity just because I wanted to do it with System and it didn’t happen. For me, it’s not Toxicity but it is Toxicity (Je pense que je vais appeler cet EP Elasticity juste parce que je voulais le faire avec System et que ça n’a pas marché. Pour moi, ce n’est pas Toxicity, mais c'est Toxicity) »
— Serj Tankian dans le magazine Spin, le 14 mai 2020
,,.

## Sortie de l'EP et des singles
La date de sortie du maxi, première publication musicale de longue durée de Tankian depuis 2013 avec les albums Orca Symphony No. 1 et Jazz-Iz-Christ, et première opus rock depuis 2012 avec la parution de l'album Harakiri, est officiellement annoncée le 5 février 2021 alors que le morceau principal et éponyme (en) Elasticity est publié en single et qu'un extrait de la vidéoclip de la chanson — une réalisation de Vlad Kaptur à l'athmosphère « kafkaïenne », avec, notamment, une prestation de l'actrice russe Alexandra Bortitch — est mis en ligne la veille, le 4 février, sur toutes les plateformes de téléchargement,,,,,,,,,.
Un clip vidéo de la dernière chanson et deuxième single de l'EP, La dernière chanson et deuxième single de l'EP intitulé Electrical, composé et écrit en 2015, ainsi que son clip vidéo sont publiés le même jour que le maxi cinq titres,. Cette chanson fait écho aux manifestations survenues à Erevan en 2015 contre la politique de hausse des prix de l'électricité mise en place durant les dernières élections présidentielles arméniennes, manifestations qui ont été suivies par la révolution de velours de 2018,,,. Dans cette chanson, Tankian adopte et utilise le même type de ligne d'écriture que pour le morceau Prison Song, titre issu de l'album Toxicity, en se livrant à une chronique sur les manifestations en Arménie. À contrario de la majeure partie des réalisations de Tankian, composées au piano et/ou à la guitare acoustique, le single Electric Yerevan, tout comme la chanson Elasticity, a été composé à la guitare électrique.

## Morceaux
Liste et durée des morceaux,, :
Toutes les paroles sont écrites par Serj Tankian, toute la musique est composée par Serj Tankian.
| No | Titre            | Durée |
| -- | ---------------- | ----- |
| 1. | Elasticity       | 4:01  |
| 2. | Your Mom         | 3:18  |
| 3. | How Many Times?  | 4:16  |
| 4. | Rumi             | 5:27  |
| 5. | Electric Yerevan | 3:46  |

## Analyse et réception critique
Pour James Hickle, du magazine musical spécialisé Kerrang!, l'intitulé du maxi, Elasticity, pourrait faire référence à la voix de Tankian, tant l'instrument vocale de l'artiste possède la capacité de développer une large palette de sonorités, allant des hurlements et cris aux croons. Pour le journaliste critique de Kerrang!, cet éclectisme vocal, se retrouve dans la première chanson et single de l'EP, Elasticity, bien que, nuance Hickle, le morceau d'ouverture ait un peu moins de « punch » que la voix du chanteur en terme musical.

## Classements
| Pays        | Intitulé du classement                     | Durée du classement | Meilleur classement |
| ----------- | ------------------------------------------ | ------------------- | ------------------- |
| Allemagne   | iTunes Chart Album Germany (iTunes)        | 10 jours            | 8e                  |
| Australie   | iTunes Chart Album Australia (iTunes)      | 7 jours             | 13e                 |
| Canada      | iTunes Chart Album Canada (iTunes)         | 7 jours             | 5e                  |
| États-Unis  | Top Current Sales Album (Billboard)        | 1 semaine           | 62e                 |
| États-Unis  | iTunes Chart Album United States (iTunes)  | 4 jours             | 18e                 |
| Espagne     | iTunes Chart Album Spain (iTunes)          | 3 jours             | 11e                 |
| France      | iTunes Chart Album France (iTunes)         | 4 jours             | 30e                 |
| Italie      | iTunes Chart Album Italy (iTunes)          | 6 jours             | 14e                 |
| Royaume-Uni | iTunes Chart Album United Kingdom (iTunes) | 4 jours             | 25e                 |

## Personnel et staff
Sur l'EP, Serj Tankian exécute les parties vocales, de guitare et de claviers. Dan Monti assure quant à lui les parties de basse, des parties de guitare ainsi que la programmation des parties de batterie,.

## Pour approfondir